# The Sheik of Araby
The Sheik of Araby è uno jazz standard e novelty del 1922. Venne composto da Francis Wheeler, Harry B. Smith e Ted Snyder, ed originariamente interpretata dalla Joseph Knecht's Waldorf-Astoria Orchestra.
Secondo il sito "SecondHandSongs", sono state eseguite oltre 70 cover del pezzo. Fra le varie interpretazioni, spiccano quelle di Fats Waller (1938), Buddy DeFranco (1958), Fats Domino (1960), la sopraccitata di Joe Brown (1961) e quella di Stephen Riley, Neal Caine e Jason Marsalis (1958).

## Cover

### Versione dei Beatles
I Beatles registrarono una cover di The Sheik Of Araby contenuta sul disco Anthology 1 del 1995. Il gruppo eseguiva la traccia nei loro concerti; si basavano su un arrangiamento rock 'n' roll interpretato da Joe Brown, un musicista che, all'inizio degli anni sessanta, raggiunse una forte popolarità ed, inoltre, era un affermato personaggio televisivo. La band, quando eseguiva i brani di Brown, li faceva cantare da George Harrison, suo grande fan, per cui anche per questo avvenne ciò. Quando il loro manager, Brian Epstein, selezionò le canzoni da suonare all'audizione, fallita, per la Decca Records, scelse anche questo, per cui, il 1º gennaio 1962, ne venne registrata una versione, della quale il produttore era Mike Smith, noto per aver detto, proprio in quell'occasione, che i gruppi di chitarre erano in estinzione.